# Bentley Turbo R
O Bentley Turbo R é um automóvel sedan de porte grande da Bentley equipado com um motor de turbo.